# Arnold Niederer
Arnold Niederer (* 3. Dezember 1914 in St. Gallen; † 6. April 1998 in Zürich; heimatberechtigt in Lutzenberg) war ein Schweizer Volkskundler.

## Leben

Traditionen im Lötschental und die alpine Kultur im Allgemeinen waren eines der Schwerpunkte von Arnold Niederer. Das Foto entstand um 1940

Arnold Niederer absolvierte eine dreijährige kaufmännische Berufslehre bei einem Tabakwaren-Grosshändler in der französischen Schweiz, in Lausanne. Da er nach der Lehre zunächst keine Stelle fand, arbeitete er als Verkäufer für Räucherwaren und Wanderlehrer für Französisch im Wallis. Er war meist zu Fuss unterwegs und lernte so den zweisprachigen Schweizer Bergkanton gründlich kennen. Im Wallis fand er auch Inspiration für seine Dissertation, die er 1956 in Basel vorlegte.
1938 lernte er im Lötschental den Maler und Fotografen Albert Nyfeler kennen und wurde zu dessen Privatsekretär. Es war auch Albert Nyfeler, der die Begabung des jungen Niederer erkannte und ihn ermunterte, die Matura nachzuholen und zu studieren. 1944 erwarb er die Matura, danach studierte er von 1944 bis 1951 Romanistik, Volkskunde und Soziologie in Zürich und wurde 1956 promoviert. Zu seinen Lehrern an der Universität Zürich zählten die Professoren Jakob Jud, Theophil Spoerri, Richard Weiss und René König. Von 1956 bis 1963 war er als Leiter der Fremdsprachenabteilung der Gewerbeschule Zürich tätig. Nach dem frühen Tod des Schweizer Volkskundlers Richard Weiss 1962 wurde er 1964 zu dessen Nachfolger berufen. Ab 1964 wirkte er als Extraordinarius und von 1974 bis 1980 als ordentlicher Professor für Volkskunde an der Universität Zürich. Niederer hat seine überraschende Berufung im Jahr 1964 später gegenüber seinen Mitarbeitern mit den Worten kommentiert, er sei «damals mit nichts, aber auch gar nichts an die Universität gekommen». Diese Selbstbeschreibung war insofern zutreffend, als er zu diesem Zeitpunkt noch fast nichts publiziert hatte.
Arnold Niederer war seit 1972 verheiratet mit Loni Nelken (1928–2023), einer Volkskundlerin aus Deutschland.

## Werk
Arnold Niederer prägte die Schweizer Volkskunde in einer entscheidenden Phase: Das Fach löste sich einerseits aus seiner historischen Fokussierung und – vor allem in Deutschland – aus seinen nationalistischen Verstrickungen. Gefragt waren neue Betrachtungsweisen. Volkskunde wurde stärker als zuvor zu einer Sozialwissenschaft, welche die Beziehungen der Menschen untersuchte. Man fragte nun weniger nach der ästhetischen Form, sondern nach der Funktion etwa eines Gegenstandes. Eine ganze Generation von Wissenschaftern hat ab 1960 diese Neuausrichtung mitgetragen und weiterentwickelt.

### Der alpine Raum als Forschungsgegenstand
Arnold Niederer hat sich zeitlebens mit dem alpinen Raum beschäftigt: Durch seine Tätigkeit als Tabakvertreter und Wanderlehrer hatte er eine grosse Vertrautheit mit dem Wallis erworben und konnte diese Kenntnisse in seiner 1956 veröffentlichten Dissertation zum Thema Gemeinwerk nutzen. Er schildert darin die der Selbstversorgung dienenden Arbeitsformen der Sozialinstitutionen. Dazu gehören einerseits gegenseitige Hilfeleistungen wie Wanderungen mit dem Vieh, gemeinsames Pflügen und Bauen, Holztragen, Heutransport, Hilfe bei Katastrophen und andererseits rechtlich geregelte Gemeinschaftsarbeiten auf genossenschaftlicher Basis wie etwa die Arbeit an den Wasserleitungen oder beim Strassenbau. Das Thema der gegenseitigen Hilfe als «Generalthema der kulturellen Reziprozität» findet sich bei Niederer auch nach der Dissertation immer wieder. Der Begriff «Die Alpine Alltagskultur» taucht bei Niederer 1979 ein erstes Mal explizit auf.

### Neuorientierung der Schweizer Volkskunde
Arnold Niederer öffnete die Volkskunde verstärkt sozialwissenschaftlichen Theorien und Methoden, ab Mitte der 1970er Jahre auch verstärkt einer alltagskulturellen Ausrichtung. Er setzte Ansätze seines Lehrers Richard Weiss fort und akzentuierte eine funktionalistische, an der Soziologie angelehnte Methodologie. Dabei war er einem breiten Kulturbegriff verpflichtet, der drei Ebenen unterscheidet, die miteinander in einer Wechselbeziehung stehen: Die elitäre Hochkultur, die populäre Massenkultur und die Volkskultur. Niederer legte Wert auf die Feststellung, dass die Menschen gleichzeitig in verschiedenen Kultur und Sphären leben. Zur Neubestimmung gehörten auch Arbeiten am «Atlas der Schweizerischen Volkskunde».

### Migration: Fremdarbeiter und «Überfremdung»
Die Diskussion um die europäische Migration und die ausländischen Arbeitskräfte in der Schweiz dominierten den politischen Diskurs in der Schweiz ab den späten 1960er Jahren, vorangetrieben unter anderem durch Vorstösse des Rechtsaussen-Politikers James Schwarzenbach. Die Volkskunde, wie Arnold Niederer sie verstand und betrieb, griff in diese Diskussion auf zweifache Art ein: Erstens durch eigene Forschung und zweitens durch engagierte Beiträge in der Öffentlichkeit. Niederer war unter anderem als Vortragsredner in der Schweiz unterwegs und versuchte Verständnis für die anderen Lebenswelten der südeuropäischen Migranten zu wecken. Er publizierte rund 20 Beiträge zu dieser Frage: «Wenn ein Thema zu nennen wäre, das allen von Niederers Fachansprüchen und Fachmöglichkeiten in theoretischer, pragmatischer und auch forschungsethischer Hinsicht voll gerecht wird und zugleich den Gedanken einer «Europäischen Ethnologie» paradigmatisch konkretisiert, so ist es das Fremdarbeiterproblem.» Es ging Niederer um den «Kulturzusammenstoss von eingewanderten Arbeitskräften mit Schweizern in den Griff zu bekommen.» Das Engagement bot dem Fach aber gleichzeitig die Chance einer Legitimation und Imagekorrektur. Weg von der Brauchtumsforschung und hin zu einer modernen Sozialwissenschaft. Das schloss ein engagiertes Plädoyer gegen die Vorurteile der Bevölkerung nicht aus: «Das Gerede von der Bedrohung unserer schweizerischen Eigenart – die erst noch genau zu definieren wäre – durch die ausländischen Arbeitskräfte hält einer ernsthaften Prüfung nicht stand».
Es folgten Forschungen über südeuropäische Migranten, Arbeitswelten und Alltagskommunikation. Im Bemühen, das national betriebene Fach in eine europäische Ethnologie einzubinden, verhalf Niederer der Schweizer Volkskunde zu verstärktem Profil und internationalen Kontakten.

### Volkskunde als Teil der Europäischen Ethnologie
Bereits in der Antrittsvorlesung im Jahr 1965 liess Arnold Niederer wissen, dass er eine nationalistisch gefärbte Wissenschaft ablehne. Arnold Niederer verstand Volkskunde bereits in der Frühzeit seines Wirkens in den 1960er Jahren als Teil einer europäischen Ethnologie. Das zeigen auch seine Forschungen etwa zur sardischen Binnenfischerei seine Forschungsexkursionen nach Arvieux in den französischen Hochalpen oder sein Engagement für die Zeitschrift Ethnologia Europaea, für die er auch verschiedentlich schrieb.

### Das Arnold-Niederer-Haus und die Arnold-Niederer-Stiftung
Mit dem Lötschental verband ihn seit seinem ersten Kontakt mit der Talschaft in den 1930er Jahren eine persönliche wie eine wissenschaftliche Vertrautheit. Ab 1991 war er Ehrenbürger von Ferden. Die Arnold-Niederer-Stiftung in Ferden bezweckt die Bausubstanz des «Arnold-Niederer-Hauses» zu erhalten und kulturell zu nutzen. Es soll dadurch die Erinnerung an Arnold Niederer wach gehalten werden.

## Publikationen von Arnold Niederer
- Gemeinwerk im Wallis. Bäuerliche Gemeinschaftsarbeit in Vergangenheit und Gegenwart. Schriften der Schweizerischen Gesellschaft für Volkskunde, 37. Basel 1956. Auch in: Arnold Niederer: Alpine Alltagskultur zwischen Beharrung und Wandel: ausgewählte Arbeiten aus den Jahren 1956 bis 1991. Seite 19–88. Bern: Haupt 1996.
- Corvées communales et entraide paysanne au Portugal ct en Suisse. In: Actas do congresso internacional de etnografia, promovido pela càmara municipal de Santo Tirso. Lisboa 1965. S. 385–392.
- Europäische Volksforschung. Internationales Symposion in Julita (Schweden) vom 1. bis 3. September. In: Neue Zürcher Zeitung Nr. 4125, 30. Sept. 1966.
- Stand und Aufgaben der schweizerischen Volkskunde. In: Neue Zürcher Zeitung. Nr. 1175, 21. März 1965.
- Kulturelle Probleme unserer Bergbevölkerung. In: Schweizer Monatshefte, 45. Jahr, Heft 3, Juni 1965, 1 – 4. Auch abgedruckt in: Forum Alpinum. Zürich 1965, 17–20: Die Ansicht eines Volkskundlers.
- Unsere Fremdarbeiter – volkskundlich betrachtet. In: Wirtschaftspolitische Mitteilungen Jg. 23, Heft 5, Mai 1967, 1 – 19. Abdruck (gekürzt) auch in: Schweizerische Arbeitgeber-Zeitung Nr. 23, 62. Jg., 8. Juni 1967, S. 442–446.
- Lagunenfischer auf Sardinien. In: Helvetische Typographia, 110. Jg., Nr. 27, 3. Juli 1968. S. 5.
- Für ein Ortsmuseum im Lötschental. In: Neue Zürcher Zeitung Nr. 352, 1. August 1970, S. 25.
- Volkskunde als empirische Kulturwissenschaft. Bemerkungen zur «Tübinger Schule». In: Neue Zürcher Zeitung Nr. 20, 14. Januar 1973. S. 53.
- Vorwort zu Sergius Golowin: Zigeuner-Magie im Alpenland. Geschichten um ein vergessenes Volk. Frauenfeld und Stuttgart 1973. S. 5–6.
- Materialistische Theorien der Kulturentwicklung. In: Karl Marx im Kreuzfeuer der Wissenschaften, Hrsg. von Fritz Büsser. Zürich und München 1974, 181–206.
- Der Kulturbegriff. In: Die Schweiz – vom Bau der Alpen bis zur Frage nach der Zukunft. Ein Nachschlagewerk und Lesebuch, das Auskunft gibt über Geographie, Geschichte, Gegenwart und Zukunft eines Landes 10. Buchgabe des Migros-Genossenschafts-Bundes. Zürich 1975, 444–446.
- Nonverbale Kommunikation. In: Direkte Kommunikation und Massenkommunikation. Referate und Diskussionsprotokolle des 20. Deutschen Volkskunde-Kongresses in Weingarten, hrsg. von Hermann Bausinger und Elfriede Moser-Rath. Tübingen 1976 Untersuchungen des Ludwig-Uhland-Instituts der Universität Tübingen, 41. S. 207–214.
- Die alpine Alltagskultur. Zwischen Routine und der Adoption von Neuerungen. In: Schweizerische Zeitschrift für Geschichte, Vol. 29 (1979), Nr. 1. S. 233–255.
- Wooden Milk Vessels in the Swiss Alps. Traditional Shapes and Decorations. In: Food and Drink and Travelling Accessories. Essays in Honour of Gösta Berg, Hrsg. Alexander Fenton und Janken Myrdal. Edinburgh 1988. S. 138–151.
- Alpine Alltagskultur zwischen Beharrung und Wandel: ausgewählte Arbeiten aus den Jahren 1956 bis 1991. Bern: Haupt 1996.
- Werkverzeichnis 1956–1994, online (PDF)